# 공주 서혈사지 석조여래좌상
공주 서혈사지 석조여래좌상(公州 西穴寺址 石造如來坐像)은 충청남도 공주시 국립공주박물관에 있는 남북국 시대 신라의 불상이다. 
1989년 4월 15일 대한민국의 보물 제979호 공주서혈사석불좌상(公州西穴寺石佛坐像)로 지정되었다가, 2010년 8월 25일 현재의 명칭으로 변경되었다.

## 개요
서혈사터에서 출토된 3구의 불상 중 하나이다. 서혈사지는 백제시대에 창건되어 작은 규모로 운영되다가 통일신라시대에 본격적인 사찰로 운영되었다.
머리에는 작은 소라 모양의 머리칼을 붙여 놓았으며 얼굴은 약간 길고 눈·코·입 등은 아주 작게 표현되었다. 옷은 양 어깨에 걸쳐 입고 있는데 두께가 얇아보인다. 옷주름은 배부분에서 곡선을 그리고 있으나 전체적으로 규칙적인 가는 평행선이 약한 느낌을 준다. 앉은 자세는 양 발을 무릎 위로 올리고 발바닥이 위로 향하도록 하고 있다. 손모양은 오른손을 무릎 위에 올리고 손가락을 아래로 편 항마촉지인(降魔觸地印)이다.
불상이 앉아있는 대좌(臺座)는 상대·중대·하대로 구성되어있는데, 상대에는 연꽃이 활짝 핀 모양을, 하대에는 연꽃을 엎어놓은 모양을 새겨 넣고 있다.
활기차고 생동적인 면이 사라지고, 세부조각, 특히 옷주름의 표현에 있어 도식화되는 경향이 나타나고 있는 통일신라시대의 불상이다.

## 현지 안내문
공주시 웅진동 서혈사터에서 발견된 부처상이다. 왼손은 손바닥이 위로 향하도록 하여 다리 위에 얹었고, 오른손은 무릎위에 올리고 손가락을 살짝 들어 올린 항마촉지인(降摩觸地印)을 취하고 있다. 대좌는 여덟 잎의 연꽃을 표현하였으며, 대좌를 받치는 지대석에는 극락의 천사인 천인(天人)과 인간의 얼굴을 한 상상의 새 가릉빈가(迦陵頻伽)를 새겼다. 전체적인 자세와 세부 조각수법으로 보아 통일신라시대인 8세기경에 제작된 것으로 추정된다.

## 같이 보기
- 공주 서혈사지

## 참고 자료
- 공주 서혈사지 석조여래좌상 - 국가유산청 국가유산포털